# Filatima
Filatima is een geslacht van vlinders van de familie tastermotten (Gelechiidae).

## Soorten
- F. abactella (Clarke, 1932)
- F. albilorella (Zeller, 1873)
- F. albipectus (Walsingham, 1911)
- F. albisostella Clarke, 1942
- F. angustipennis Sattler, 1961
- F. arizonella (Busck, 1903)
- F. asiatica Sattler, 1961
- F. aulaea (Clarke, 1932)
- F. autocrossa (Meyrick, 1937)
- F. betulae Clarke, 1947
- F. biforella (Busck, 1909)
- F. bigella (Busck, 1913)
- F. biminimaculella (Chambers, 1880)
- F. catacrossa (Meyrick, 1927)
- F. collinearis (Meyrick, 1927)
- F. confusatella (Darlington, 1949)
- F. cushmani Clarke, 1942
- F. demissae (Keifer, 1931)
- F. depuratella (Busck, 1909)
- F. djakovica Anikin & Piskunov, 1996
- F. epulatrix Hodges, 1969
- F. fontisella Lvovsky & Piskunov, 1989
- F. frugalis (Braun, 1925)
- F. fuliginea (Meyrick, 1929)
- F. glycyrhizaeella (Chambers, 1877)
- F. golovina Clarke, 1947
- F. gomphopis (Meyrick, 1927)
- F. hemicrossa (Meyrick, 1927)
- F. incomptella (Herrich-Schäffer, 1854)
- F. inquilinella (Busck, 1910)
- F. isocrossa (Meyrick, 1927)
- F. karsholti Ivinskis & Piskunov, 1989
- F. kerzhneri Ivinskis & Piskunov, 1989
- F. lapidescens (Meyrick, 1916)
- F. monotaeniella (Bottimer, 1926)
- F. natalis (Heinrich, 1920)
- F. neotrophella (Heinrich, 1921)
- F. nigripectus (Walsingham, 1911)
- F. normifera (Meyrick, 1927)
- F. nucifer (Walsingham, 1911)
- F. obidenna Clarke, 1947

- F. obscuroocelella (Chambers, 1875)
- F. obscurosuffusella (Chambers, 1878)
- F. ochreosuffusella (Chambers, 1874)
- F. ornatifimbriella (Clemens, 1864)
- F. pagicola (Meyrick, 1936)
- F. pallipalpella (Snellen, 1884)
- F. perpensa Clarke, 1947
- F. persicaeella (Murtfeldt, 1899)
- F. platyochra Clarke, 1947
- F. pravinominella (Chambers, 1878)
- F. procedes Clarke, 1947
- F. prognosticata (Braun, 1925)
- F. pseudacaciella (Chambers, 1872)
- F. rhypodes (Walsingham, 1911)
- F. roceliella Clarke, 1942
- F. saliciphaga (Keifer, 1937)
- F. sciocrypta (Meyrick, 1936)
- F. serotinella (Busck, 1903)
- F. shastaella (Gaede, 1932)
- F. sperryi Clarke, 1947
- F. spinigera Clarke, 1947
- F. spurcella (Duponchel, 1843)
- F. striatella (Busck, 1903)
- F. tephrinopa (Meyrick, 1929)
- F. tephritidella (Duponchel, 1844)
- F. textorella (Chretien, 1908)
- F. transsilvanella Z. Kovacs & S. Kovacs, 2002
- F. transylvanella Kovacs & Kovacs
- F. tridentata Clarke, 1947
- F. ukrainica Piskunov, 1971
- F. vaccinii Clarke, 1947
- F. vaniae Clarke, 1947
- F. xanthuris (Meyrick, 1927)
- F. zagulajevi Anikin & Piskunov, 1996